# Wen-Sinn Yang
Wen-Sinn Yang   (Berna, 1965) és un violoncel·lista suís nascut de pares d'origen taiwanès.

## Biografia
Wen-Sinn Yang va estudiar amb Claude Starck al Conservatori de Zuric i amb Wolfgang Boettcher a la Universitat de les Arts de Berlín. També assisteix a classes magistrals amb Janos Starker i David Geringas. El 1989 Yang va ser nomenat violoncel·lista principal principal de l'Orquestra Simfònica de la Ràdio de Baviera. El 1991 va guanyar el primer premi al Concurs Internacional de Ginebra.
La carrera concertística de Yang el va portar a actuar sota la direcció de directors com Lorin Maazel, Colin Davis, Wolfgang Sawallisch i Semyon Bychkov. Com a músic de cambra, Wen-Sinn Yang és membre de trios: el "Kandinsky Trio" i el "Schäfer, Then-Bergh, Yang Trio". També va ser el company dels violinistes Julia Fischer, Liza Batiaixvili, Thomas Brandis i Ingolf Turban; del quartet Auryn, el violista Hermann Voss i el clarinetista Eduard Brunner.
Del 1995 al 1997, va ensenyar a l'Acadèmia de Música de Saarbrücken. Del 1998 al 2011, Yang va ser el director artístic del festival de música de cambra de Domleschger Sommerkonzerte (concerts d'estiu) a Suïssa. Des del 2005, Wen-Sinn Yang és professor de violoncel a l'Escola de Música de Múnic.

## Discografia (selecció)
Wen-Sinn Yang ha enregistrat una quarantena de discos per als segells Arts, Wergo, BIS Records, CPO i Oehms Classics.
- Popper, Concerts per a violoncel núm. 1-3 - Orquestra de la ràdio de Colònia, dir. Niklas Willen (CPO) (OCLC 913868524)
- Adrian Oetiker, Recital per a violoncel i piano, Obres de, entre d'altres, Kodály, Schubert, Dohnanyi, Kreisler, Brahms (Oehms)
- Piatti, 12 Capricci op. 25, per a violoncel solista; Capriccio sobre un tema de Niobe de Pacini, op. 21; Rimembranze del Trovatore, op. 20 ° - Wen-Sinn Yang, violoncel Matteo Goffriller, Venècia 1753 i David Tecchler, Roma 1730 °; Chifuyu Yada, piano (desembre 1998 / desembre 2000, arts 47639-2)
- Davidoff, Concerts per a violoncel núm. 1, 2 i 3, 4 - Orquestra Simfònica Nacional de Letònia, dir. Terje Mikkelsen (novembre de 1997 i març de 1998, 2CD separat CPO 777 263-2) (OCLC 123312766 i 767878647)
- Serveis, obres per a violoncel i orquestra (CPO) (OCLC 884909464)
- Haydn, concerts per a violoncel n ° 1 i 2 (Oehms Classics)
- Bach, 6 suites per a violoncel sol, BWV 1007-1012 (Arthaus)
- Dvořák, Obres per a violoncel i orquestra (Arts Music)
- Boccherini, 4 concerts per a violoncel G482, 483, 479, 480 - Streicherakademie Bozen, dir. Georg Egger (juliol de 1999, SACD Arts Music 47754-8) (OCLC 891207950)
- Reimann, Per violoncel i pianoforte ed arpa (Wergo)
- Strauss, Romanç en fa major, per a violoncel i piano (Arts Music)
- Virtuoso: treballs per a violoncel solista de Kodály, Bottermund, Ysaÿe, Klengel i Cassado (Avie Records) (OCLC 767865843)